# Зграда „Мањежа”
Зграда Мањежа се налази у Београду, на територији Градске општине Савски венац, у улици Краља Милана бр. 50. Подигнута је око 1860. године и представља непокретно културно добро као споменик културе.

## Изградња зграде
Зграда Мањежа је саграђена у време Кнежевине Србије, око 1860. године, током друге владавине Кнеза Милоша (1858—1860), за потребе Краљевског коњичког ескадрона. Тада се у Београду, као војном упоришту, изграђују бројни војни објекти: касарне, болнице, барутни магацини и др. Зграда је изграђена на простору некадашње барутан. Налазила се у оквиру војног комплекса ограђеног високим зидом и представљала је типичан војни објекат. Била је то једноставна приземна грађевина са стрмим кровом на две воде. Фасада је била скромна и на њој су се истицали снажни пиластри. Неразуђен унутрашњи простор осветљавали високо постављени прозори, сходно карактеру и намени објекта. Главни улаз се налазио на јужној страни и био је декорисан са две главе коња постављене у полукружној лунети изнад улаза, што је био препознатљиви знак школе јахања. Била је смештена дуж данашње улице Краља Милана.

## Прва адаптација за позориште у згради Мањежа
Током Првог светског рата била је оштећена зграда Народног позоришта и њену обнову пратиле су многе материјалне и техничке потешкоће, па је било неопходно пронаћи привремени простор за наставак рада Националног позоришта. Године 1920, после неколико година рада у неусловној сали биоскопа „Касина” на Теразијама Народно позориште се уселило у зграду Мањежа. Одлука да се Мањеж привремено адаптира у сцену Народног позоришта први пут је донета још јуна 1914. године, у време управника Милана Грола, због тога што је Народно позориште од 1911. било у непрекидним реконструкцијама, па је на ред дошла и сала, али је почетак рата омео ове планове.
Мањеж је убрзо постао најинтимнији и најпријатнији кутак београдске позоришне публике, а то ће остати и касније, када 1922. године проради обновљено Народно позориште, а сцена у Мањежу постане само друга сцена националног театра. У катастарским књигама записано је да је Народно позориште добило власнички лист за плац и објекат Мањеж, што се није мењало све до 2009. године.
Претходно адаптирана зграда „споља готово ни по чему није одавала своју намену”. Широка, застакљена врата водила су у дограђено пространио предворје и гардеробу за публику. Из предворја је узани ходник водио у партер, а дрвено степениште на галерије које су се налазиле дуж бочних зидова. Читава унутрашња конструкција била је направљена од дрвета, па је позориште популарно названо „Дрвени Мањеж”. У својим записима „Сећање на стари Мањеж” Мате Милошевића, чувени српски и југословенски редитељ и глумац, пише да је Мањеж био налик великом магацину, саздан готово цео од дрвета: целокупна конструкција гледалишта, ложе, галерије, степениште, све ограде, сви подови и сва седишта; изузев четири основна зида јахаће школе. Чак и помоћни објекти за драмске пробе и вежбаоница балетске школе, као и шупа за декор, били су од дрвета.

### Први пожар
У ноћи 12. септембра 1927. године, из неутврђених разлога, запалио се део кулиса и због целокупне дрвене грађе читава зграда са околним објектима брзо се претворила у згариште. Остали су само ободни зидови.

## Друга адаптација - обнова изгореле зграде
Само месец дана после пожара били су готови планови за обнављање зграде. Радови су поверени руском архитекти Николају Петровичу Краснову. Према његовом пројекту на некадашњој приземној згради дозидан је спрат, као и над вестибилом уз јужну фасаду, чиме је остварена јединствена архитектонска целина са осталим делом зграде. Фасада је оживљена низом декоративних архитектонских елемената и фигурама на првом спрату, чији је аутор вајар Војислав Ратимировић Шикопарија. Ново позориште отпочело је са радом 12. јула 1929. године, све до јесени 1931, када је за потребе Скупштине Краљевине Југославије привремено коришћена све до 1937. године, када је завршена зграда Народне скупштине на данашњем Тргу Николе Пашића. У међувремену је Народно позориште користило салу палате Луксор (зграда у којој се касније налазио биоскоп „20. октобар“).
Многобројне јавне и угледне личности су својим прилозима учествовали у обнови, да би 19. новембра 1927. Министарство финансија одобрило кредит од 2.600.000 динара (у данашњем новцу око 13.000.000 евра), који је Народно позориште, као власник Мањежа, враћало годинама, све док цела сума није враћена од надокнаде коју је Народна скупштина Краљевине Југославије платила Позоришту за коришћење сале Мањежа.

## Трећа адаптација
Зграда Мањежа је 1937. године по трећи пут адаптирана, а позориште добија нов назив – Врачарско позориште и ради редовно током Другог светског рата, све до ослобођења, октобра 1944. године. У 1939. (одн. још 1924) било је одређено да се Београдска опера налази у парку код "Мањежа", због чега је предвиђено рушење зграде позоришта и зграде Официрског дома. - али клуб архитеката се томе противио.

## Период после Другог светског рата - четврта адаптација
После Другог светског рата, 1947. године, извршена је нова адаптација зграде Мањежа за позориште, по пројекту архитекте Момчила Белобрка. Зграда Југословенског драмског позоришта која од тада добија званично своје ново име, представљала је модернистичко и монументално дело, са једноставном и безорнаменталном фасадом и улазним тремом. Остала је карактеристична по својој дугој, безорнаменталној фасади. Посебан акценат, архитекта Момчило Белобрк дао је решењу атријума, у чијем се централном делу налазио мањи базен са бронзаном фигуром, рад вајара Бориса Калина.

### Други пожар
Зграда је по други пут страдала у пожару који је избио 17. октобра 1997. године. У пожару је изгорела Велика сцена, гледалиште и део канцеларија. Званична информација гласи да је пожар избио због старе и дотрајале електричне инсталације и исте такве противпожарне заштите.

## Пета адаптација
На конкурсу за најбоље идејно архитектонско решење за реконструкцију позоришта, расписаном почетком 1998. године, победили су архитекти Зоран Радојчић и Дејан Миљковић. Радови на адаптацији почели су у априлу исте године. Након бомбардовања градилиште је мировало до септембра 2001. године. За изградњу је утрошено око 15 милиона евра. Позориште је поново почело да ради у обновљеној згради 23. маја 2003. године.
Пројекат архитеката Зорана Радојичића и Дејана Миљковића донео је употребу нових материјала - стакла и метала, чиме је у потпуности измењен дотадашњи спољашњи изглед зграде. Реконструкцијом фасаде архитекте Николаја Краснова и њеним инкорпорирањем у стаклену основу, као и задржавањем основне идеје архитекте Момчила Белобрка у улазном трему, подједнако је вредновано наслеђе поменутих архитеката и повезано у нови архитектонски израз. Ентеријер је урађен у сарадњи са архитектом Иваном Миленковић, , у атријуму зграде постављена је скулптура Мрђана Бајића, а у фоајеу је сачуван мозаик „Девојка с бакљом” Мила Милуновића.
Зграда је освојила следеће награде:
- Награда Савеза архитеката Србије 2005. године (Југословенско драмско позориште, Београд)
- Априлска награда Града Београда за архитектуру и урбанизам за објекат Југословенског Драмског Позоришта у Београду 2004. године
- Награда компаније „Новости“ за архитектуру 2003, за најбоље архитектонско остварење (Југословенско драмско позориште, Београд) 2004. године
- Гран при XXVI Салона архитектуре (Југословенско драмско позориште, Београд, 2004. године
- БПБ награда 2003. године за ентеријер (Југословенско драмско позориште, Београд)[тражи се извор]